# Doliolomyia thessa
Doliolomyia thessa là một loài ruồi trong họ Tachinidae.